# Csorba András (gazdatiszt)
Csorba András (19. század) gazdatiszt.
Egerben volt gazdasági igazgatótiszt. Nyomtatásban megjelent munkái:
- Vezér a természetesen mívelt mezei gazdálkodásra, egy toldalékkal a gazdasági tisztek neveléséről és formáltatásáról. Pest, 1834. (800 példányban nyomatott és 600 példány jövedelme a budai magyar színész társaság gyarapítására s a nemzeti játékszínnek Pesten vagy Budán megalapítására fordíttatott. Ezen munkára Hölzel József Észrevételeket adott ki Pesten 1836.)
- Csorba András levele Döbrenteyhez és ennek Felhivása az 1. sz. munka elárusítása érdekében. Uo. 1834.
- Vázlatok a gyermeknevelés az ifjuság időszaka és a házasság életköréből. Uo. 1840. (Ism. Athenaeum 1841.)

Gazdasági czikkeket irt a Tud. Gyűjteménybe (1832. 1834. 1836.), Társalkodóba (1836. 1840.) és a M. Gazdába (1841.)